# Liste ivorischer Schriftsteller
Die Liste ivorischer Schriftsteller zählt Namen und Lebensdaten von Schriftstellern der Elfenbeinküste auf.
- Josette Abondio (* 1932)
- Anne-Marie Adiaffi (* 1951)
- Jean-Marie Adiaffi (1941–1999)
- Marie-Danielle Aka
- Marie Giselle Aka (* 1971), geboren im Libanon
- Assamala Amoi (* 1960), geboren in Frankreich
- Michele Assamoua (* 1941), aus Frankreich
- Annick Assemian (* 1952), geboren in Frankreich
- Angèle Bassolé-Ouédraogo (* 1967), auch mit Burkina Faso verbunden
- Khadi Sy Bizet
- Fatou Bolli
- Tanella Boni (* 1954)
- Isabelle Boni-Claverie (* 1972)
- Marie Anne Caro
- Jeanne de Cavally (* 1926)
- Fanny Fatou Cissé (* 1971)
- Micheline Coulibaly (1950–2003), geboren in Vietnam
- Bernard Binlin Dadié (1916–2019)
- Henriette Diabaté (* 1935)
- Muriel Diallo (* 1967)
- Marion Diby Zinnanti (* 1960)
- Gina Dick
- Gilbert G. Groud (* um 1956)
- Josué Guébo (* 1972)
- Oklomin Kacou
- Simone Kaya (1937–2007)
- Fatou Keïta (* 1965)
- Alimatou Koné
- Boundou Koné
- Akissi Kouadio
- Adjoua Flore Kouame (* 1964)
- Ahmadou Kourouma (1927–2003)
- Genevieve Koutou Guhl
- Manïssa
- Mary Lee Martin-Koné, geboren in USA
- Mariama Méité (* 1967)
- Isabelle Montplaisir
- Rosalie Nana (* 1962)
- Goley Niantié Lou
- Pascale Quao-Gaudens (* 1963)
- Cristiane Remino-Granel, geboren auf Martinique
- Marinette Secco (* 1921), geboren in Frankreich
- Marie-Simone Séri, auch Burkina Faso
- Haïdara Fatoumata Sirantou
- Véronique Tadjo (* 1955)
- Werewere-Liking Gnepo (* 1950), auch Kamerun
- Caroline Angèle Yao
- Regina Yaou (* 1955)
- Annie Yapobi